# 蓋登
蓋登（？—165年），勃海郡人，东汉人物。
汉桓帝延熹八年（165年），盖登等人自称为太上皇帝。盖登利用宗教或者邪教反对汉朝，所以史书称他为妖贼。自己制有玉印、珪、璧、铁券，设置宰相，事发后，被汉朝廷逮捕诛杀。